# The Voice USA
The Voice [ðə vɔɪs] (engl. für „Die Stimme“) ist eine US-amerikanische Gesangs-Castingshow, die seit April 2011 vom Fernsehsender NBC ausgestrahlt wird. Sie basiert auf dem Castingshow-Konzept The Voice, das erstmals Ende 2010 in den Niederlanden unter dem Titel The Voice of Holland umgesetzt wurde. Die US-Ausgabe wird von Warner Bros. Television produziert.
Seit 2013 strahlt der spanischsprachige US-Sender Telemundo unter dem Titel La Voz Kids eine Kinderversion von The Voice aus.

## Konzept
In den sogenannten „Blind Auditions“ müssen die Kandidaten auf einer Bühne vorsingen. Die Jurymitglieder können die Sängerin oder den Sänger zunächst nur hören, aber nicht sehen, weil sie in einem Drehstuhl mit dem Rücken zur Bühne sitzen. Sie können für einen Kandidaten stimmen, indem sie sich während seines Vortrages zu ihm umdrehen, um ihn zu sehen. Der Kandidat kommt eine Runde weiter, wenn er mindestens eine der vier Jurystimmen erhält. Unter denjenigen Jurymitgliedern, die sich für ihn umgedreht haben, wählt der Kandidat seinen Coach für die weiteren Runden. Seit der vierzehnten Staffel hat jeder der vier Coaches jedoch die Möglichkeit einen anderen Coach zu „blocken“ und somit das Talent daran hindern sich für den geblockten Coach zu entscheiden.
In den „Battle Round“ singen jeweils zwei Kandidaten derselben Coachinggruppe ein Lied im Duett. Nur einer der beiden Kandidaten kommt nach Entscheidung des jeweiligen Coaches weiter. Allerdings können die ausgeschiedenen Kandidaten durch einen „Steal“ von anderen Coaches in ihr Team geholt werden. Jeder Coach hat zwei Steals zur Verfügung. Zudem kann der Coach aus dessen Team das ausgeschiedene Talent durch einen „Save“ in seinem Team behalten.
In den Liveshows treten die Kandidaten innerhalb ihrer Coachinggruppen gegeneinander an und werden sowohl von den Coaches als auch von den Fernsehzuschauern bewertet. In den ersten Staffeln ging aus jeder Gruppe ein Finalist hervor; inzwischen können mehrere Kandidaten eines Coaches ins Finale gelangen. Im Finale entscheiden einzig die Fernsehzuschauer über den Sieg. Erst hier treffen Vertreter unterschiedlicher Coaches aufeinander.

## Übersicht
Legende
_ Team Adam Levine
_ Team Blake Shelton
_ Team CeeLo Green
_ Team Christina Aguilera
_ Team Shakira
_ Team Usher
_ Team Gwen Stefani
_ Team Pharrell Williams
_ Team Miley Cyrus
_ Team Alicia Keys
_ Team Jennifer Hudson
_ Team Kelly Clarkson
_ Team John Legend
_ Team Nick Jonas
_ Team Ariana Grande
_ Team Camila Cabello
_ Team Chance the Rapper
_ Team Niall Horan
_ Team Reba McEntire
_ Team Dan + Shay
_ Team Michael Bublé
_ Team Snoop Dogg
_ Team Kelsea Ballerini
| Staffel | Staffel                 | Gewinner          | Platz 2           | „Winning Coach“    | Moderator   | Coaches (Reihe) | Coaches (Reihe) | Coaches (Reihe) | Coaches (Reihe) |
| Nr.     | Zeitraum                | Gewinner          | Platz 2           | „Winning Coach“    | Moderator   | 1               | 2               | 3               | 4               |
| ------- | ----------------------- | ----------------- | ----------------- | ------------------ | ----------- | --------------- | --------------- | --------------- | --------------- |
| 1       | 26.04.2011 – 29.06.2011 | Javier Colon      | Dia Frampton      | Adam Levine        | Carson Daly | Adam            | CeeLo           | Christina       | Blake           |
| 2       | 05.02.2012 – 08.05.2012 | Jermaine Paul     | Juliet Simms      | Blake Shelton      | Carson Daly | Adam            | CeeLo           | Christina       | Blake           |
| 3       | 10.09.2012 – 18.12.2012 | Cassadee Pope     | Terry McDermott   | Blake Shelton      | Carson Daly | Adam            | CeeLo           | Christina       | Blake           |
| 4       | 25.03.2013 – 18.06.2013 | Danielle Bradbery | Michelle Chamuel  | Blake Shelton      | Carson Daly | Adam            | Shakira         | Usher           | Blake           |
| 5       | 23.09.2013 – 17.12.2013 | Tessanne Chin     | Jacquie Lee       | Adam Levine        | Carson Daly | Adam            | CeeLo           | Christina       | Blake           |
| 6       | 24.02.2014 – 20.05.2014 | Josh Kaufman      | Jake Worthington  | Usher              | Carson Daly | Adam            | Shakira         | Usher           | Blake           |
| 7       | 22.09.2014 – 16.12.2014 | Craig Wayne Boyd  | Matt McAndrew     | Blake Shelton      | Carson Daly | Adam            | Gwen            | Pharrell        | Blake           |
| 8       | 23.02.2015 – 19.05.2015 | Sawyer Fredericks | Meghan Linsey     | Pharrell Williams  | Carson Daly | Adam            | Pharrell        | Christina       | Blake           |
| 9       | 21.09.2015 – 15.12.2015 | Jordan Smith      | Emily Ann Roberts | Adam Levine        | Carson Daly | Adam            | Gwen            | Pharrell        | Blake           |
| 10      | 29.02.2016 – 24.05.2016 | Alisan Porter     | Adam Wakefield    | Christina Aguilera | Carson Daly | Adam            | Pharrell        | Christina       | Blake           |
| 11      | 19.09.2016 – 13.12.2016 | Sundance Head     | Billy Gilman      | Blake Shelton      | Carson Daly | Adam            | Miley           | Alicia          | Blake           |
| 12      | 27.02.2017 – 23.05.2017 | Chris Blue        | Lauren Duski      | Alicia Keys        | Carson Daly | Adam            | Gwen            | Alicia          | Blake           |
| 13      | 25.09.2017 – 19.12.2017 | Chloe Kohanski    | Addison Agen      | Blake Shelton      | Carson Daly | Adam            | Miley           | Jennifer        | Blake           |
| 14      | 26.02.2018 – 22.05.2018 | Brynn Cartelli    | Britton Buchanan  | Kelly Clarkson     | Carson Daly | Adam            | Alicia          | Kelly           | Blake           |
| 15      | 24.09.2018 – 18.12.2018 | Chevel Shepherd   | Chris Kroeze      | Kelly Clarkson     | Carson Daly | Adam            | Kelly           | Jennifer        | Blake           |
| 16      | 25.02.2019 – 21.05.2019 | Maelyn Jarmon     | Gyth Rigdon       | John Legend        | Carson Daly | Adam            | John            | Kelly           | Blake           |
| 17      | 23.09.2019 – 17.12.2019 | Jake Hoot         | Ricky Duran       | Kelly Clarkson     | Carson Daly | Kelly           | Gwen            | John            | Blake           |
| 18      | 24.02.2020 – 19.05.2020 | Todd Tilghman     | Toneisha Harris   | Blake Shelton      | Carson Daly | Kelly           | Nick            | John            | Blake           |
| 19      | 19.10.2020 – 15.12.2020 | Carter Rubin      | Jim Ranger        | Gwen Stefani       | Carson Daly | Kelly           | Gwen            | John            | Blake           |
| 20      | 01.03.2021 – 25.05.2021 | Cam Anthony       | Kenzie Wheeler    | Blake Shelton      | Carson Daly | Kelly           | John            | Nick            | Blake           |
| 21      | 20.09.2021 – 14.12.2021 | Girl Named Tom    | Wendy Moten       | Kelly Clarkson     | Carson Daly | Kelly           | John            | Ariana          | Blake           |
| 22      | 19.09.2022 – 13.12.2022 | Bryce Leatherwood | bodie             | Blake Shelton      | Carson Daly | John            | Gwen            | Camila          | Blake           |
| 23      | 06.03.2023 – 23.05.2023 | Gina Miles        | Grace West        | Niall Horan        | Carson Daly | Kelly           | Chance          | Niall           | Blake           |
| 24      | 25.09.2023 – 19.12.2023 | Huntley           | Ruby Leigh        | Niall Horan        | Carson Daly | John            | Gwen            | Niall           | Reba            |
| 25      | 26.02.2024 – 21.05.2024 | Asher HaVon       | Josh Sanders      | Reba McEntire      | Carson Daly | John            | Dan + Shay      | Chance          | Reba            |
| 26      | 23.09.2024 – 10.12.2024 | Sofronio Vasquez  | Shye              | Michael Bublé      | Carson Daly | Michael         | Gwen            | Reba            | Snoop           |
| 27      | 03.02.2025 – 20.05.2025 | Adam David        | Jaelen Johnston   | Michael Bublé      | Carson Daly | John            | Michael         | Kelsea          | Adam            |

## Staffeln

### Erste Staffel (Frühjahr 2011)
Die erste Staffel der Show wurde vom 26. April bis zum 29. Juni 2011 im Fernsehen ausgestrahlt. Der Gewinner der ersten Staffel war Javier Colon mit seinem Song Stitch by Stitch.
| Kandidat          | Eigener Song      | Ergebnis      | Coach              |
| ----------------- | ----------------- | ------------- | ------------------ |
| Javier Colon      | Stitch by Stitch  | Gewinner      | Adam Levine        |
| Dia Frampton      | Inventing Shadows | Zweiter Platz | Blake Shelton      |
| Beverly McClellan | Lovesick          | Dritter Platz | Christina Aguilera |
| Vicci Martinez    | Afraid to Sleep   | Vierter Platz | CeeLo Green        |

### Zweite Staffel (Frühjahr 2012)
Die Premiere der zweiten Staffel fand nach dem Super Bowl XLVI am 5. Februar 2012 statt. Das Finale wurde am 8. Mai 2012 ausgestrahlt. Der Gewinner der zweiten Staffel war Jermaine Paul mit seinem Song I Believe I Can Fly.
| Kandidat      | Eigener Song        | Ergebnis      | Coach              |
| ------------- | ------------------- | ------------- | ------------------ |
| Jermaine Paul | I Believe I Can Fly | Gewinner      | Blake Shelton      |
| Juliet Simms  | Free Bird           | Zweiter Platz | CeeLo Green        |
| Tony Lucca    | 99 Problems         | Dritter Platz | Adam Levine        |
| Chris Mann    | You Raise Me Up     | Vierter Platz | Christina Aguilera |

### Dritte Staffel (Herbst 2012)
Die dritte Staffel lief zwischen dem 10. September und dem 18. Dezember 2012. Die Gewinnerin der Staffel war Cassadee Pope mit ihrem Song Cry.
| Kandidat        | Eigener Song             | Ergebnis      | Coach         |
| --------------- | ------------------------ | ------------- | ------------- |
| Cassadee Pope   | Cry                      | Gewinnerin    | Blake Shelton |
| Terry McDermott | Broken Wings             | Zweiter Platz | Blake Shelton |
| Nicholas David  | Great Balls of Fire/Fire | Dritter Platz | CeeLo Green   |

### Vierte Staffel (Frühjahr 2013)
Da sich Christina Aguilera und CeeLo Green wieder mehr auf ihre Musikkarriere konzentrieren wollten, wurden im September 2012 Shakira und Usher als neue Juroren bekanntgegeben. Die vierte Staffel wurde zwischen dem 25. März und dem 18. Juni 2013 gezeigt.
| Kandidat          | Eigener Song         | Ergebnis      | Coach         |
| ----------------- | -------------------- | ------------- | ------------- |
| Danielle Bradbery | Born to Fly          | Gewinnerin    | Blake Shelton |
| Michelle Chamuel  | Why                  | Zweiter Platz | Usher         |
| The Swon Brothers | I Can’t Tell You Why | Dritter Platz | Blake Shelton |

### Fünfte Staffel (Herbst 2013)
In der fünften Staffel saßen Christina Aguilera und CeeLo Green wieder neben Adam Levine und Blake Shelton in der Jury. Die Ausstrahlung erfolgte vom 23. September 2013 bis zum 17. Dezember 2013.
| Kandidat      | Eigener Song                       | Ergebnis      | Coach              |
| ------------- | ---------------------------------- | ------------- | ------------------ |
| Tessanne Chin | I Have Nothing                     | Gewinnerin    | Adam Levine        |
| Jacquie Lee   | And I Am Telling You I’m Not Going | Zweiter Platz | Christina Aguilera |
| Will Champlin | (Everything I Do) I Do It for You  | Dritter Platz | Adam Levine        |

### Sechste Staffel (Frühjahr 2014)
Für die sechste Staffel, deren Ausstrahlung am 24. Februar 2014 begann, kehrten neben Adam Levine und Blake Shelton wieder Shakira und Usher als Juroren zurück. Die Ausstrahlung endete am 20. Mai 2014.
| Kandidat          | Eigener Song               | Ergebnis      | Coach         |
| ----------------- | -------------------------- | ------------- | ------------- |
| Josh Kaufman      | Set Fire to the Rain       | Gewinner      | Usher         |
| Jake Worthington  | Right Here Waiting         | Zweiter Platz | Blake Shelton |
| Christina Grimmie | Can’t Help Falling in Love | Dritter Platz | Adam Levine   |

### Siebte Staffel (Herbst 2014)
Für die siebte Staffel, deren Ausstrahlung am 22. September 2014 begann, wurde neben den bisherigen Coaches Adam Levine und Blake Shelton auch Pharrell Williams und Gwen Stefani als Coaches verpflichtet. Die Ausstrahlung endete am 16. Dezember 2014.
| Kandidat         | Eigener Song                      | Ergebnis      | Coach         |
| ---------------- | --------------------------------- | ------------- | ------------- |
| Craig Wayne Boyd | My Baby's Got a Smile On Her Face | Gewinner      | Blake Shelton |
| Matt McAndrew    | Wasted Love                       | Zweiter Platz | Adam Levine   |
| Chris Jamison    | Velvet                            | Dritter Platz | Adam Levine   |
| Damien Lawson    | Soldier                           | Vierter Platz | Adam Levine   |

### Achte Staffel (Frühjahr 2015)
Für die achte Staffel, deren Ausstrahlung am 23. Februar 2015 begann, wurde neben den bisherigen Coaches Adam Levine, Blake Shelton und Pharrell Williams auch das ehemalige Jurymitglied Christina Aguilera verpflichtet. Am 19. Mai 2015 wurde das Finale ausgestrahlt.
| Kandidat          | Eigener Song          | Ergebnis      | Coach             |
| ----------------- | --------------------- | ------------- | ----------------- |
| Sawyer Fredericks | Please                | Gewinner      | Pharrell Williams |
| Meghan Linsey     | Change my Mind        | Zweiter Platz | Blake Shelton     |
| Joshua Davis      | The Workingman's Hymn | Dritter Platz | Adam Levine       |
| Koryn Hawthorne   | Bright Fire           | Vierter Platz | Pharrell Williams |

### Neunte Staffel (Herbst 2015)
Die neunte Staffel wurde vom 21. September bis zum 15. Dezember 2015 ausgestrahlt. Die Jury bestand wie in der siebten Staffel aus Adam Levine, Blake Shelton, Pharrell Williams und Gwen Stefani.
| Kandidat          | Eigener Song         | Ergebnis      | Coach         |
| ----------------- | -------------------- | ------------- | ------------- |
| Jordan Smith      | Climb Every Mountain | Gewinner      | Adam Levine   |
| Emely Ann Roberts | Burning House        | Zweiter Platz | Blake Shelton |
| Barrett Baber     | Die a Happy Man      | Dritter Platz | Blake Shelton |
| Jeffery Austin    | Stay                 | Vierter Platz | Gwen Stefani  |

### Zehnte Staffel (Frühjahr 2016)
Die zehnte Staffel wurde vom 29. Februar bis 24. Mai 2016 ausgestrahlt. Die Jury bestand wie in der achten Staffel aus Adam Levine, Blake Shelton, Pharrell Williams und Christina Aguilera.
| Kandidat       | Eigener Song             | Ergebnis      | Coach              |
| -------------- | ------------------------ | ------------- | ------------------ |
| Alisan Porter  | Down That Road           | Gewinnerin    | Christina Aguilera |
| Adam Wakefield | Lonesome Broken and Blue | Zweiter Platz | Blake Shelton      |
| Hannah Huston  | I Call the Shots         | Dritter Platz | Pharrell Williams  |
| Laith Al-Saadi | Morning Light            | Vierter Platz | Adam Levine        |

### Elfte Staffel (Herbst 2016)
Die elfte Staffel wurde vom 19. September bis zum 13. Dezember 2016 ausgestrahlt. Die Jury bestand aus Adam Levine, Blake Shelton, Alicia Keys und Miley Cyrus.
| Kandidat       | Eigener Song        | Ergebnis      | Coach         |
| -------------- | ------------------- | ------------- | ------------- |
| Sundance Head  | Darlin‘ Don‘t Go    | Gewinner      | Blake Shelton |
| Billy Gilman   | Because of Me       | Zweiter Platz | Adam Levine   |
| Wé McDonald    | Wishes              | Dritter Platz | Alicia Keys   |
| Josh Gallagher | Pick Any Small Town | Vierter Platz | Adam Levine   |

### Zwölfte Staffel (Frühjahr 2017)
Die zwölfte Staffel wurde vom 27. Februar bis zum 23. Mai 2017 ausgestrahlt.
Die Jury bestand aus Blake Shelton, Adam Levine, Alicia Keys und Gwen Stefani.
| Kandidat       | Eigener Song    | Ergebnis      | Coach         |
| -------------- | --------------- | ------------- | ------------- |
| Chris Blue     | Money On You    | Gewinner      | Alicia Keys   |
| Lauren Duski   | Deja Vu         | Zweiter Platz | Blake Shelton |
| Aliyah Moulden | Never Be Lonely | Dritter Platz | Blake Shelton |
| Jesse Larson   | Woman           | Vierter Platz | Adam Levine   |

### Dreizehnte Staffel (Herbst 2017)
Die dreizehnte Staffel wurde vom 25. September bis zum 19. Dezember 2017 ausgestrahlt.
Die Jury bestand aus Blake Shelton, Adam Levine, Miley Cyrus und Jennifer Hudson, die zuvor schon als Coach bei The Voice im Vereinigten Königreich zu sehen war
| Kandidat       | Eigener Song           | Ergebnis      | Coach         |
| -------------- | ---------------------- | ------------- | ------------- |
| Chloe Kohanski | Wish I Didn‘t Love you | Gewinnerin    | Blake Shelton |
| Addison Agen   | Tennessee Rain         | Zweiter Platz | Adam Levine   |
| Brooke Simpson | What Is Beautiful      | Dritter Platz | Miley Cyrus   |
| Red Marlow     | I Pray                 | Vierter Platz | Blake Shelton |

### Vierzehnte Staffel (Frühjahr 2018)
Die vierzehnte Staffel wurde vom 26. Februar bis zum 22. Mai ausgestrahlt.
Die beiden Dauer-Coaches Adam Levine und Blake Shelton blieben der Show erhalten, während Miley Cyrus durch Alicia Keys ersetzt wurde und statt Jennifer Hudson erstmals Kelly Clarkson auf einem der roten Sessel platznahm.
Die deutschsprachige Ausstrahlung fand ab 22. Mai 2019 mittwochs um 20:15 Uhr bei Sixx statt.
| Kandidat         | Eigener Song        | Ergebnis      | Coach          |
| ---------------- | ------------------- | ------------- | -------------- |
| Brynn Cartelli   | Walk My Way         | Gewinnerin    | Kelly Clarkson |
| Britton Buchanan | Where You Come From | Zweiter Platz | Alicia Keys    |
| Kyla Jade        | The Last Tear       | Dritter Platz | Blake Shelton  |
| Spensha Baker    | Old Soul            | Vierter Platz | Blake Shelton  |

### Fünfzehnte Staffel (Herbst 2018)
Die fünfzehnte Staffel wurde vom 24. September bis zum 18. Dezember 2018 ausgestrahlt.
Als Coaches waren weiterhin Blake Shelton, Adam Levine und Kelly Clarkson zu sehen. Alicia Keys wurde durch Jennifer Hudson ersetzt.
| Kandidat        | Eigener Song  | Ergebnis      | Coach           |
| --------------- | ------------- | ------------- | --------------- |
| Chevel Shepherd | Broken Hearts | Gewinnerin    | Kelly Clarkson  |
| Chris Kroeze    | Human         | Zweiter Platz | Blake Shelton   |
| Kirk Jay        | Defenseless   | Dritter Platz | Blake Shelton   |
| Kennedy Holmes  | Love Is Free  | Vierter Platz | Jennifer Hudson |

### Sechzehnte Staffel (Frühjahr 2019)
Die sechzehnte Staffel wurde ab dem 25. Februar 2019 ausgestrahlt. Coaches waren Adam Levine, Blake Shelton, Kelly Clarkson und John Legend. Letzterer ersetzte Jennifer Hudson.
| Kandidat       | Eigener Song                | Ergebnis      | Coach         |
| -------------- | --------------------------- | ------------- | ------------- |
| Maelyn Jarmon  | Wait For You                | Gewinnerin    | John Legend   |
| Gyth Rigdon    | Proof I've Always Loved You | Zweiter Platz | Blake Shelton |
| Dexter Roberts | Looking Back                | Dritter Platz | Blake Shelton |
| Andrew Sevener | Rural Route Raising         | Vierter Platz | Blake Shelton |

### Siebzehnte Staffel (Herbst 2019)
Die siebzehnte Staffel wurde ab dem 23. September 2019 ausgestrahlt. Coaches waren Kelly Clarkson, Gwen Stefani, Blake Shelton und John Legend. Adam Levine verließ die Show.
| Kandidat    | Eigener Song           | Ergebnis      | Coach          |
| ----------- | ---------------------- | ------------- | -------------- |
| Jake Hoot   | Better Off Without You | Gewinner      | Kelly Clarkson |
| Ricky Duran | A Woman Like Her       | Zweiter Platz | Blake Shelton  |
| Katie Kadan | All Better             | Dritter Platz | John Legend    |
| Rose Short  | Steamroller            | Vierter Platz | Gwen Stefani   |

### Achtzehnte Staffel (Frühjahr 2020)
Die achtzehnte Staffel wurde ab dem 24. Februar 2020 ausgestrahlt. Coaches waren Kelly Clarkson, John Legend, Blake Shelton und Nick Jonas, der Gwen Stefani ersetzte.
| Kandidat           | Eigener Song         | Ergebnis                | Coach          |
| ------------------ | -------------------- | ----------------------- | -------------- |
| Todd Tilghman      | Long Way Home        | Gewinner                | Blake Shelton  |
| Toneisha Harris    | My Superhero         | Zweiter Platz (geteilt) | Blake Shelton  |
| Thunderstorm Artis | Sedona               | Zweiter Platz (geteilt) | Nick Jonas     |
| CammWess           | Save It for Tomorrow | Dritter Platz           | John Legend    |
| Micah Iverson      | Butterflies          | Vierter Platz           | Kelly Clarkson |

### Neunzehnte Staffel (Herbst 2020)
Die neunzehnte Staffel wurde ab dem 19. Oktober 2020 ausgestrahlt. Coaches waren Kelly Clarkson, John Legend, Blake Shelton und Gwen Stefani, die wieder mit Nick Jonas tauschte.
| Kandidat     | Eigener Song   | Ergebnis      | Coach          |
| ------------ | -------------- | ------------- | -------------- |
| Carter Rubin | Up From Here   | Gewinner      | Gwen Stefani   |
| Jim Ranger   | Last           | Zweiter Platz | Blake Shelton  |
| Ian Flanigan | Never Learn    | Dritter Platz | Blake Shelton  |
| DeSz         | Holy Ground    | Vierter Platz | Kelly Clarkson |
| John Holiday | Where Do We Go | Fünfter Platz | John Legend    |

### Zwanzigste Staffel (Frühjahr 2021)
Die zwanzigste Staffel wurde ab dem 1. März 2021 ausgestrahlt. Coaches waren Kelly Clarkson, John Legend, Blake Shelton und Nick Jonas, der abermals den Platz von Gwen Stefani übernahm. Es gewann Kandidat Cam Anthony aus dem Team Blake Shelton.
| Kandidat             | Eigener Song         | Ergebnis      | Coach          |
| -------------------- | -------------------- | ------------- | -------------- |
| Cam Anthony          | Wanted Dead or Alive | Gewinner      | Blake Shelton  |
| Kenzie Wheeler       | Heartland            | Zweiter Platz | Kelly Clarkson |
| Jordan Matthew Young | Key to the Highway   | Dritter Platz | Blake Shelton  |
| Rachel Mac           | The Chain            | Vierter Platz | Nick Jonas     |
| Victor Solomon       | Freedom              | Fünfter Platz | John Legend    |

### Einundzwanzigste Staffel (Herbst 2021)
Die einundzwanzigste Staffel wurde ab dem 20. September 2021 ausgestrahlt. Coaches waren Kelly Clarkson, John Legend, Blake Shelton und erstmals Ariana Grande, die Nick Jonas als Coach ersetzte. Es gewann das Trio Girl Named Tom aus dem Team Kelly Clarkson.
| Kandidat         | Eigener Song        | Ergebnis      | Coach          |
| ---------------- | ------------------- | ------------- | -------------- |
| Girl Named Tom   | The Chain           | Gewinner      | Kelly Clarkson |
| Wendy Moten      | How I Will Know     | Zweiter Platz | Blake Shelton  |
| Paris Winningham | Ain't Nobody        | Dritter Platz | Blake Shelton  |
| Hailey Mia       | deja vu             | Vierter Platz | Kelly Clarkson |
| Jershika Maple   | Rolling in The Deep | Fünfter Platz | John Legend    |

### Zweiundzwanzigste Staffel (Herbst 2022)
Die Staffel wurde ab dem 19. September 2022 ausgestrahlt. Coaches waren John Legend, Gwen Stefani, Blake Shelton und erstmals Camila Cabello, die Kelly Clarkson und erstmals Ariana Grande als Coach ersetzte.

## Deutschsprachige Ausstrahlung und Synchronisation
Ab 22. Mai 2019 zeigte der Fernsehsender Sixx die 14. Staffel der Show unter dem Titel The Voice USA mit einer Voice-over-Synchronisation.